# Igreja de Keila

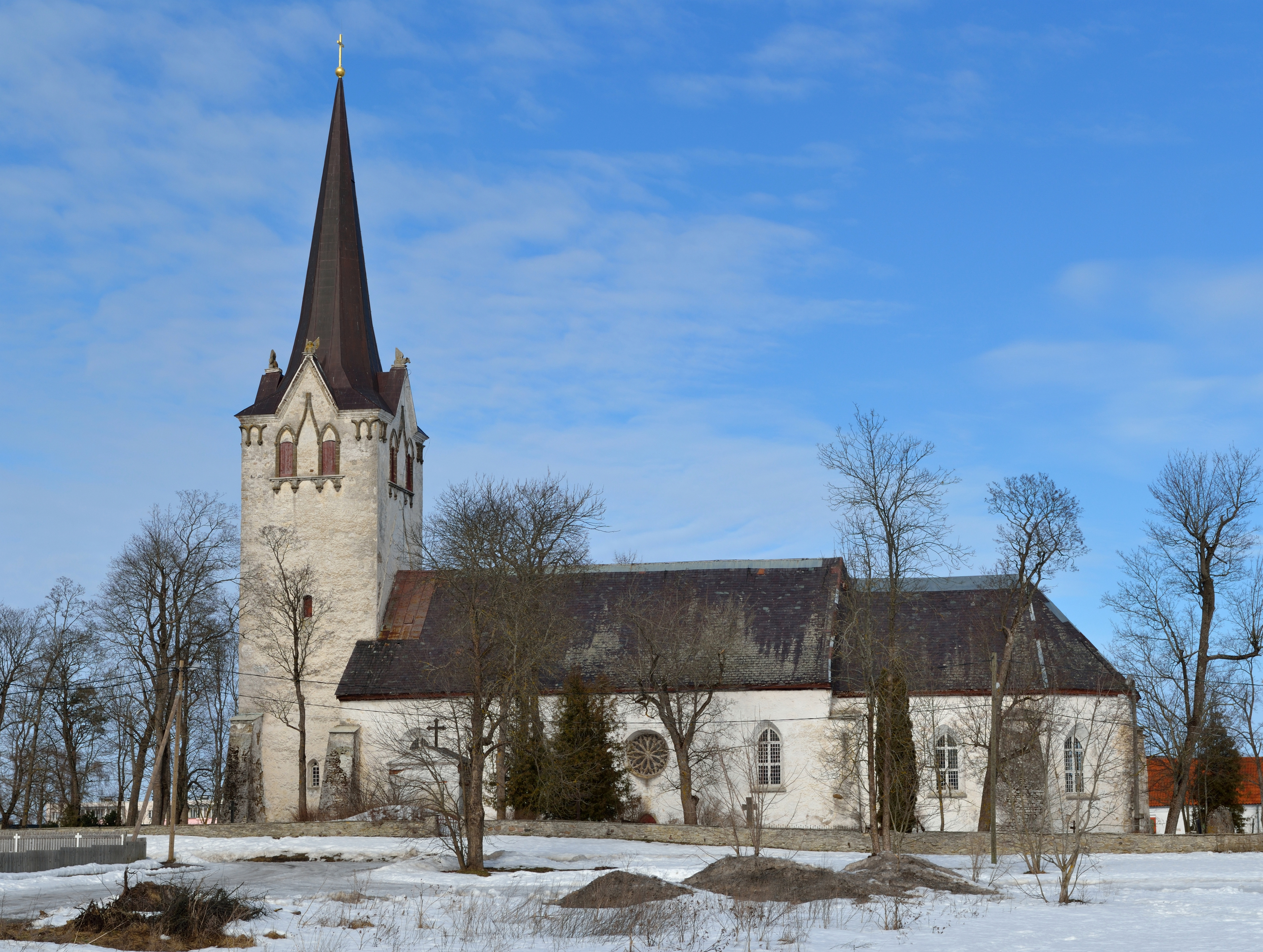
Igreja de Keila

A Igreja de Keila (em estoniano:  Keila kirik) é uma igreja cristã em Keila, condado de Harju, na Estónia. Esta igreja é a maior igreja medieval no condado de Harju. Hoje em dia, a igreja é usada pela congregação de Keila.
Não há informações de quando exatamente começaram as obras de construção da igreja. Sabe-se que por volta de 1280, foi construída uma capela quadrada no "morro da Keila". O corpo principal da igreja foi provavelmente construído no início do século XIV.
A igreja de Keila foi destruída em 1558 durante a Guerra da Livónia. No ano de 1596 a igreja foi restaurada.